# Kisshōten

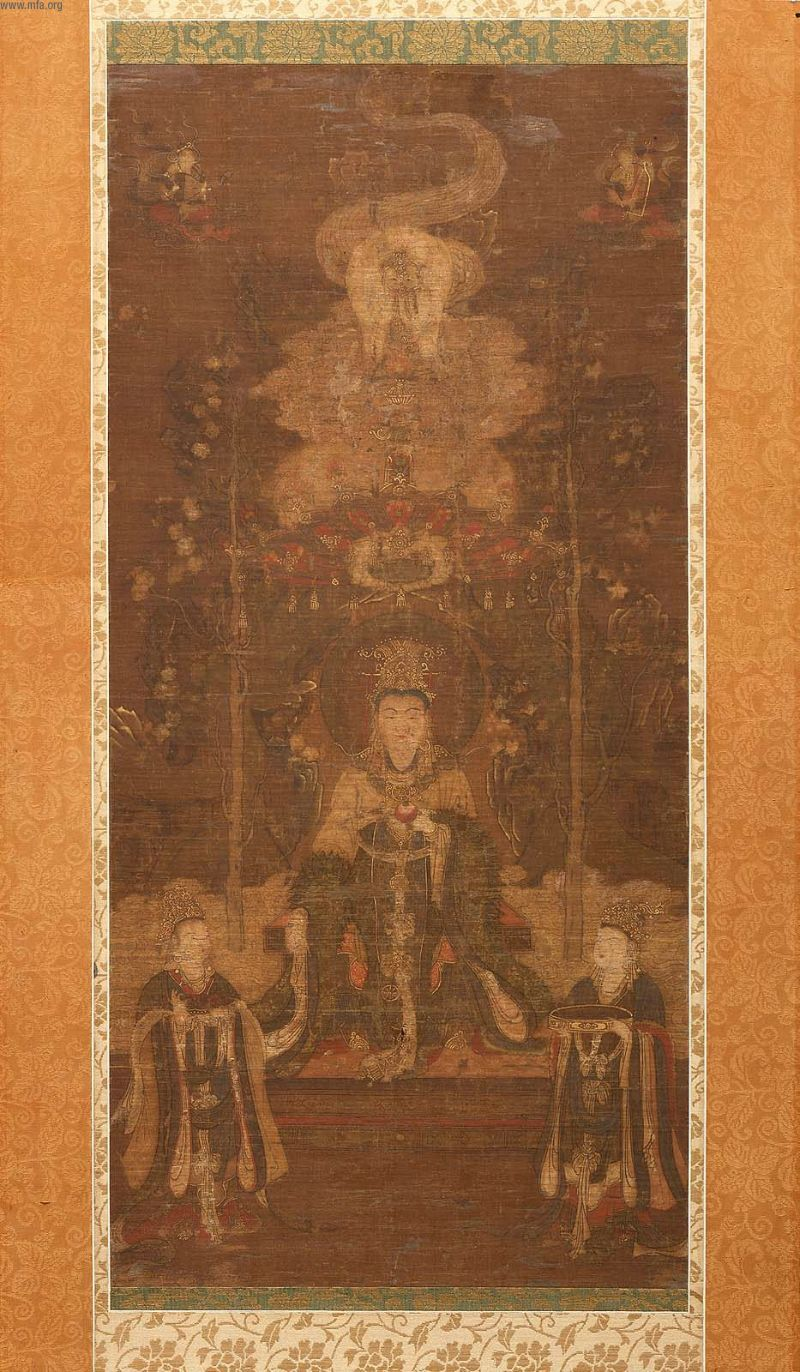

Kisshōten är framgångens gudinna i japansk mytologi.